# Glashoren
De glashoren (Diaphana minuta) is een slakkensoort uit de familie van de Diaphanidae. De wetenschappelijke naam van de soort werd in 1827 voor het eerst geldig gepubliceerd door T. Brown.

## Beschrijving
De dunne schelp van de glashoorn is wit tot witachtig transparant van kleur, meestal met een bolvormige langwerpige vorm en een grote opening. De bovenkant van de schelp is stomp; het oudste deel van de schelp (protoconch) steekt uit de schelp. Aan de onderkant van de schelp is een navel aanwezig. Het schaaloppervlak is glad, maar kan vage groeilijnen hebben. De lengte van de schelp varieert tussen 2-3,3 mm. Het lichaam van de glashoorn zelf is wit van kleur. De voet is vertakt in het achterste deel en het kopschild heeft tentakelachtige lobben in het achterste deel.

## Verspreiding en leefgebied
De glashoorn komt voor in Noorwegen langs de gehele kustlijn; de Britse Eilanden zuidwaarts naar de Middellandse Zee en de Canarische Eilanden. Deze soort is circumpolair en komt voor van New England in de Verenigde Staten, via Groenland, IJsland, de Barentszzee, de Witte Zee, de Karazee, de Laptevzee tot de Oost-Siberische Zee, tot aan Japan en Brits-Columbia, Canada. De glashoorn kan gevonden worden vanaf het intergetijdengebied tot 350 meter in getijdenpoelen, op slijk, kiezels, modder, zand, klei, schelpgrind, algen en stenen met Corallina (kalkalgen).